# 7241 Kuroda
7241 Kuroda è un asteroide della fascia principale. Scoperto nel 1990, presenta un'orbita caratterizzata da un semiasse maggiore pari a 2,2066650 UA e da un'eccentricità di 0,1360247, inclinata di 4,33376° rispetto all'eclittica.